# Hans Ooft
Marius Johan "Hans" Ooft (Roterdã, 27 de junho de 1947) é um ex-futebolista e ex-treinador de futebol neerlandês que atuava como atacante.

## Carreira de jogador
Ooft atuou nas categorias de base de SV De Musschen e Feyenoord até 1967, ano em que tornou-se profissional no SC Veendam. Defendeu ainda Cambuur e Heerenveen até 1975, quando se aposentou com apenas 28 anos.

## Carreira como treinador
Estreou como técnico em 1976, comandando a seleção sub-21 dos Países Baixos. Após passagens como auxiliar-técnico do Yamaha Motor (atual Júbilo Iwata e do Mazda (precursor do Sanfrecce Hiroshima), assumiu este último em 1987. Entre 1989 e 1992 trabalhou na direção do Utrecht e retornou ao Japão para comandar a seleção nacional, substituindo Kenzo Yokoyama. Sob o comando de Ooft, os Samurais Azuis venceram a Copa da Ásia, a Dynasty Cup (também em 1992) e a Copa das Nações Afro-Asiáticas em 1993.
Porém, a passagem de Ooft no comando da Seleção Japonesa foi marcada pela eliminação do país após um empate por 2 a 2 com o Iraque, pela fase final das Eliminatórias asiáticas para a Copa de 1994, resultado que ficou conhecido como "Agonia de Doha". Demitido após o jogo, foi substituído pelo brasileiro Paulo Roberto Falcão - em 27 jogos, foram 16 vitórias, 7 empates e 4 derrotas.
Seus últimos trabalhos como treinador foram no Júbilo Iwata, Kyoto Purple Sanga e Urawa Red Diamonds (vencendo a Copa da Liga Japonesa em 2003), tendo ainda uma segunda passagem pelo Júbilo em 2008. Em 2013 foi incluído no Hall da Fama do Futebol Japonês.

## Títulos

### Como treinador
Seleção Japonesa
- Copa da Ásia: 1992
- Dynasty Cup: 1992
- Copa das Nações Afro-Asiáticas: 1993

Urawa Red Diamonds
- Copa da Liga Japonesa: 2003